# Kasr as-Sirr
Kasr al-Sir (hebrejsky קסר א-סיר, arabsky قصر السر, v oficiálním přepisu do angličtiny Qasr a-Sir, přepisováno též Qasr al-Sir) je beduínská, vesnice v Izraeli, v Jižním distriktu, v oblastní radě Neve midbar.

## Geografie
Leží v nadmořské výšce 537 metrů v centrální části pouště Negev.
Obec se nachází 70 kilometrů od břehu Středozemního moře, cca 112 kilometrů jihovýchodně od centra Tel Avivu, cca 25 kilometrů jihovýchodně od Beerševy a 5 kilometrů západně od města Dimona. Kasr al-Sir obývají Arabové, respektive polokočovní arabští Beduíni, přičemž osídlení v tomto regionu je etnicky smíšené. Ve volné krajině dominují rozptýlená sídla Beduínů, městská centra v centrálním Negevu jsou většinou židovská.
Kasr al-Sir je na dopravní síť napojen pomocí dálnice číslo 25. Podél ní vede i železniční trať. Ta má ale stanici jen v nedaleké Dimoně.

## Dějiny
Kasr al-Sir je vesnice, která byla v roce 2003 oficiálně uznána izraelskou vládou za samostatnou obec. Osídlení v této lokalitě je ovšem staršího původu. Jde o shluk rozptýlené beduínské zástavby zahrnující kmen al-Havašili. Správní území obce měří 4776 dunamů (4,776 kilometrů čtverečních). V čele obce stojí Amir Havašla.
V obci fungují mateřské školy, dvě základní školy a střední škola. Probíhá výstavba společenského centra a komunikací.

## Demografie
Podle údajů z roku 2014 tvořili obyvatelstvo v Kasr al-Sir Arabové. Jde o menší obec vesnického typu s dlouhodobě silně rostoucí populací. K 31. prosinci 2014 zde žilo 1305 lidí. Během roku 2014 populace stoupla o 5,2 %. Podle neoficiálního zdroje dosahuje populace cca 3000 lidí. Do roku 2020 se očekává její nárůst na 8000.
| Rok            | 2004 | 2005 | 2006 | 2007 | 2008 | 2009 | 2010 | 2011 | 2012 | 2013 | 2014 |
| -------------- | ---- | ---- | ---- | ---- | ---- | ---- | ---- | ---- | ---- | ---- | ---- |
| Počet obyvatel | 607  | 674  | 794  | 867  | 918  | 1057 | 1089 | 1096 | 1185 | 1240 | 1305 |